# La tigre e la neve (romanzo)
La tigre e la neve è il romanzo scritto da Roberto Benigni e Vincenzo Cerami in base alla loro sceneggiatura del film La tigre e la neve, girato e distribuito nel 2005 con la regia di Benigni. Il libro è stato pubblicato dalla Einaudi nel 2006.

## Trama
Nel 2003, poche settimane prima dello scoppio della guerra in Iraq, il docente romano di prosa e poesia Attilio de' Giovanni passa le sue giornate ad assistere le sue figlie e a sognare ogni notte un matrimonio. Infatti Attilio si è appena divorziato e la donna che sogna ogni notte di sposare, in una moschea dagli aspetti di una chiesa cristiana gestita da un Rabbì, è Vittoria, nota giornalista in procinto di scrivere un libro sulla vita di un celebre poeta arabo da tanto tempo trasferitosi in Francia di nome Fuàd. Anche Attilio, facendo parte del circolo, conosce il poeta e pensa di sfruttare l'occasione di un incontro artistico per conoscere meglio Vittoria, ma questa non sembra nemmeno accorgersi di lui e se lo fa lo fredda con false promesse e sorrisi gelidi.
Attilio è disperato e trascura tutti i suoi doveri, ovvero quello di rendersi conto del periodo di crisi e di guerra in cui anche l'Europa sta per essere coinvolta e una causa giudiziaria in cui è stato coinvolto. Una grande svolta per Attilio si verifica quando una chiamata gli comunica che Vittoria, recatasi a Baghdad per seguire Fuàd, è rimasta ferita gravemente in un'esplosione, procurandosi un danno al cervello che l'ha fatta sprofondare in un coma che sembra inguaribile.
Attilio non si perde d'animo e corre sul posto, ma qui si rende conto di trovarsi in un ambiente totalmente diverso da quello letterario e fantasioso in cui era abituato a convivere e soprattutto comprende che i quella terra bellissima e fantastica, purtroppo sotto assedio per via del generale Saddam Hussein, la forza dei suoi idoli Dante Alighieri, Walt Whitman e altri non hanno alcun potere. Solo l'amicizia che il poeta ha per Fuàd può aiutarlo nell'impresa di salvare la vita a Vittoria.

## Edizioni
- Roberto Benigni, Vincenzo Cerami, La tigre e la neve, Einaudi, 2006. ISBN 88-06-18419-9